# اسکوچ
الکترو ولوت (به انگلیسی: Scooch) گروه موسیقی بریتانیایی است.
آن‌ها در مسابقه آواز یوروویژن ۲۰۰۷ نماینده بریتانیا بودند.